# Anomobryum angustirete
Anomobryum angustirete är en bladmossart som beskrevs av Brotherus 1927. Anomobryum angustirete ingår i släktet Anomobryum och familjen Bryaceae. Inga underarter finns listade i Catalogue of Life.